# Days
Pour les articles homonymes, voir Days (homonymie).
Singles de High and Mighty Color
Run☆Run☆Run
(2005) Style ~get glory in this hand~
(2005)
Days est le 6e single de High and Mighty Color sorti sous le label SME Records le 17 août 2005 au Japon. Il atteint la 22e place du classement de l'Oricon et reste classé 3 semaines pour un total de 10 253 exemplaires vendus.
Days se trouve sur l'album G∞ver et sur la compilation 10 Color Singles.

## Liste des titres
Toutes les paroles sont écrites par High and Mighty Color.
| 1. | Days | 4:03 |
| 2. | Seek | 4:22 |